# Jozef Verbert
Jozef Verbert, né le 22 décembre 1899 à Malines et décédé le 15 août 1954 à Leeuwarden fut un homme politique belge socialiste.
Verbert fut secrétaire de mutualité; après-guerre, il fut directeur de ce qui allait devenir l'INAMI (1945-49). 
Il fut élu conseiller communal (1933-45) de Malines et sénateur  (1949-54)  de l'arrondissement de Malines-Turnhout.

## Sources
- Bio sur ODIS